# Vaundy
Vaundy(한국어: 바운디, 2000년 6월 6일 ~ )는 일본의 싱어송라이터이다.
2019년부터 활동하였으며 2023년 1월 31일 기준 28개의 음반을 냈다.

## 활동
- 2019.06 - 유튜브로 음악활동 시작
- 2019.11 - <Tokyo Flash> 를 유튜브에 공개 후 SNS에서 큰 화제
- 2020.12 - 신곡 <세카이노 히미츠>를 발표[3]